# 1951-es magyar férfi vízilabda-bajnokság (első osztály)
Az 1951-es magyar férfi vízilabda-bajnokság a negyvenötödik magyar vízilabda-bajnokság volt. A bajnokságban tíz csapat indult el, a csapatok két kört játszottak.
- Az ÉDOSZ SE új neve Bp. Kinizsi lett.
- A Szolnoki MTE új neve Szolnoki Dózsa lett.
- Az Egri ÁVESZ új neve Egri Fáklya lett.
- A Textiles SE új neve Bp. Bástya lett.
- A Csepeli Vasas a Csepeli MTK új neve.

## Tabella
| #   | Csapat         | M  | Gy | D | V  | G+  | G-  | P  |
| --- | -------------- | -- | -- | - | -- | --- | --- | -- |
| 1.  | Bp. Dózsa      | 18 | 16 | 2 | 0  | 114 | 33  | 34 |
| 2.  | Bp. Vasas      | 18 | 16 | 1 | 1  | 101 | 38  | 33 |
| 3.  | Bp. Kinizsi    | 18 | 10 | 2 | 6  | 92  | 54  | 22 |
| 4.  | Szolnoki Dózsa | 18 | 8  | 4 | 6  | 66  | 65  | 20 |
| 5.  | Egri Fáklya    | 18 | 9  | 0 | 9  | 82  | 61  | 18 |
| 6.  | Bp. Honvéd     | 18 | 7  | 3 | 8  | 66  | 50  | 17 |
| 7.  | Bp. Bástya     | 18 | 6  | 3 | 9  | 52  | 54  | 15 |
| 8.  | Bp. Lokomotív  | 18 | 6  | 2 | 10 | 62  | 85  | 14 |
| 9.  | Bp. Előre      | 18 | 2  | 2 | 14 | 26  | 126 | 6  |
| 10. | Csepeli Vasas  | 18 | 0  | 1 | 17 | 27  | 122 | 1  |

* M: Mérkőzés Gy: Győzelem D: Döntetlen V: Vereség G+: Dobott gól G-: Kapott gól P: Pont

## II. osztály
Budapest: 1. Bp. Vörös Meteor 23, 2. Vasas MÁVAG 13, 3. Előre MÁVAUT 12, 4. Bp. Vörös Lobogó 11 (2), 5. Szikra Tipográfia 8 (2), 6. Bp. Haladás 8 (2), 7. Gyárépítés 1 pont (2). Zárójelben a hiányzó meccsek száma van.
Békés-Csongrád: 1. Szegedi Petőfi 20, 2. Szegedi Dózsa 14, 3. Hódmezővásárhelyi Dózsa 12, 4. Békéscsabai Építők 9, 5. Szegedi Petőfi II. 5, 6. Orosházi Kinizsi 0 pont
Osztályozó: 1. Bp. Vörös Meteor 9, 2. Tatabányai Bányász 8, 3. Vasas Csepel Autó 6, 4. Szegedi Petőfi 5, 5. Tolnai Vörös Lobogó 2, 6. Miskolci Bástya 0 pont